# Phosphila xylophila
Phosphila xylophila là một loài bướm đêm trong họ Noctuidae.